# Castianeira argentina
Castianeira argentina là một loài nhện trong họ Corinnidae.
Loài này thuộc chi Castianeira. Castianeira argentina được Cândido Firmino de Mello-Leitão miêu tả năm 1942.